# Іл-112
Іл-112В — російський легкий транспортний літак нового покоління вироблений на Воронезькому авіаційному заводі. Призначений для заміни літаків Ан-24 і Ан-26. Може злітати і приземлятися на невеликі малообладнані аеродроми, що мають бетоноване, грунтове, асфальтове покриття злітно-посадкових смуг. Перший політ Іл-112В зробив у Воронежі 30 березня 2019 року. Планується до випуску модифікація для військово-транспортної та комерційної авіації. Станом на 2021 рік єдиний льотний екземпляр літака розбився в авіакатастрофі.

## Історія проєкту

### Передісторія
У першій половині 1990-х років КБ імені Ільюшина був запропонований укорочений варіант Іл-114 під робочою назвою Іл-112. Втілення проєкт не отримав і в подальшому індекс 112 перейшов до зовсім іншого літака — військово-транспортному Іл-112В, розробка якого почалася на початку 2000-х років.
У квітні 2004 року проєкт літака Іл-112В переміг в конкурсі на розробку легкого військово-транспортного літака, що проводиться Міноборони РФ, випередивши проєкти МіГ-110, М-60ЛВТС і Ту-136Т. У травні 2005 року командувач 61-ї повітряної армії генерал-лейтенант Віктор Денисов повідомив представникам ЗМІ, що перший Іл-112 підніметься в повітря вже в 2006 році, а в 2007 році буде випущена настановна партія; також, фінансування проєкту буде враховано в ГПВ-2020 (Державну програму озброєнь на період 2011—2020 рр.) і в плані держоборонзамовлення до 2015 року. Темп виробництва повинен був становити до 18 машин на рік. Однак фінансування проєкту скоротилося і подальша реалізація проєкту сповільнилася, а терміни були відкладені.
Для початку реалізації проєкту ВАСО повинно було зібрати чотири дослідні зразки, два з яких — льотних, а два інших — для наземних випробувань. Пізніше керівництво ВАСО повідомило, що дослідний зразок буде зібраний до кінця 2010 року, а в 2011 році буде організовано серійний випуск. Однак у серпні 2010 року, коли йшла підготовка до виробництва (були побудовані стапелі і оснащення), генеральний замовник (Міноборони РФ) повністю припинив фінансування проєкту, і запропонував розробникам (АК ім. С. В. Ільюшина) самостійно знайти кошти (близько 800 мільйонів рублів) для збирання чотирьох дослідних зразків.
У травні 2011 року Міноборони РФ ухвалило рішення відмовитися від військово-транспортної версії Іл-112, придбавши сім літаків Ан-140 у вантажній модифікації, і 20 липня збірка дослідної машини була зупинена.

### Відновлення проєкту

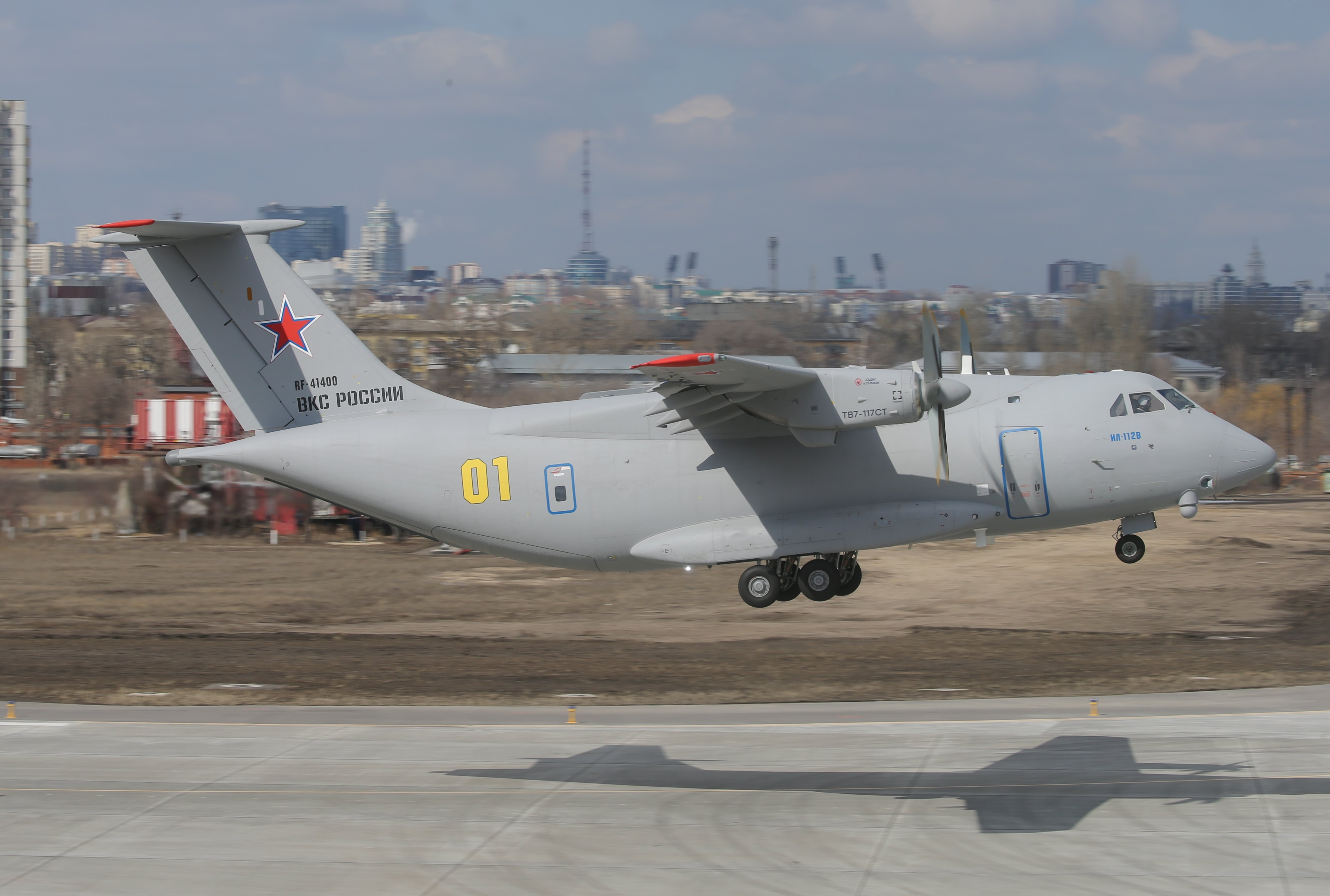
Перший збудований Іл-112 (розбився в серпні 2021)

10 січня 2013 року стало відомо, що Главкомат ВВС Росії в кінці грудня представив міністру оборони С. Шойгу обгрунтування для відновлення проєкту Іл-112, а 24 червня стало відомо, що Іл-112 розглядається як заміна старих військово-транспортних Ан-26. 26 червня ОКБ Ільюшина направило в ВАТ «Клімов» заявку на створення нового турбогвинтового двигуна для Іл-112. У серпні генеральний конструктор ВАТ «Іл» Віктор Ліванов підтвердив, з посиланням на джерело в Міноборони РФ, що роботи за цим проєктом відновлені.
23 грудня 2014 року прес-служба ВАТ «Авіаційний комплекс ім. С. В. Ільюшина» повідомила про укладення контракту з Міноборони РФ на розробку військово-транспортного літака Іл-112В, куратором програми від ОАК був призначений Ю. В. Грудінін, а конструктором — С. М. Громов. Планувалося використання російських силових установок і ТВ7-117СТ. Для всіх модифікацій літака буде прийнята система експлуатації за технічним станом без капітальних ремонтів, що забезпечує підтримку необхідного рівня льотної придатності при мінімальних експлуатаційних витратах в межах призначеного ресурсу (45 000 льотних годин або 30 000 польотів) і терміну служби 35 років.

## Конструкція
Дводвигунний турбогвинтовий моноплан з високорозташованим прямим крилом.
Для протидії враження ракетами з інфрачервоними, ультрафіолетовими, оптичними та радарними головками самонаведення, при дії поблизу лінії зіткнення військ під час збройних конфліктів, військово-транспортна модифікація буде оснащуватися бортовим комплексом оборони, розробленим на основі комплексів індивідуального захисту авіації «Вітебськ» і «Президент-С» виробництва КРЕТ.

## Модифікації
- Військово-транспортний літак
- Легкий командно-штабний літак
- Регіональний пасажирський літак

## Аварії та катастрофи
17 серпня 2021 року дослідний зразок воєнно-транспортного літака Іл-112В (б/н 41400, «01-жовтий») розбився під час тренувального польоту біля підмосковної Кубінки. Загинули три члени екіпажу: льотчики-дослідники Микола Куїмов і Дмитро Комаров та бортінженер-дослідник Микола Хлудєєв.
При заході на посадку відбулося загоряння правого двигуна, літак завалився на праве крило, зірвався в штопор, впав на землю та вибухнув в районі населеного пункту Нікольське в Одинцовському районі